# Demminer SV 91
Der 250 Mitglieder zählende Demminer Sportverein 91 e. V. (DSV 91) bietet organisierten Sportbetrieb in der Hansestadt Demmin in Mecklenburg-Vorpommern an. Er ging 1991 aus der Betriebssportgemeinschaft (BSG) Demminer Verkehrsbetriebe hervor.
Die Hauptsportstätte des Vereins ist das 1935/36 mit Hilfe des Reichsarbeitsdienstes (RAD) gebaute und 1936 feierlich eingeweihte Stadion der Jugend mit Naturrasenplatz – heute ein Baudenkmal. Der Spruch auf dem Ehrenmal für die Gefallenen lautete damals wie folgt: „Ragendes Mal mahne noch späte Geschlechter immerdar schirmende Wächter Deutschlands zu sein.“ Er stammt von Rudolf Flex aus einer Nachdichtung auf „Flamme empor“ aus den Befreiungskriegen. Aus den vier Wächtern in der Gedächtnishalle wurden später schlichte quadratische Säulen.
Nebenplatz ist der neue Kunstrasenplatz auf der sogenannten Friesenhöhe oberhalb des Stadions.
Im Jahr 1936 schlossen sich der 1861 gegründete Demminer Sportverein und der seit 1919 bestehende Turn- und Sportverein zum SV Viktoria Demmin zusammen. Nach Ende des Zweiten Weltkriegs nahmen Empor Demmin (1946) und Lokomotive Demmin (1948) den Spielbetrieb auf und vereinigten sich 1958 zur BSG Demminer Verkehrsbetriebe, die es in den Spielzeiten 1973/74 und 1977/78 sogar bis in die DDR-Liga schaffte. Nach der Deutschen Wiedervereinigung entstand der Demminer SV  91.

## Fußball

Historisches Logo der BSG Demminer VB

Das damals etwa 15.000 Einwohner zählende Demmin in Pommern spielte in fußballerischer Hinsicht vor und unmittelbar nach dem Zweiten Weltkrieg keine überregionale Rolle. Einzig die A-Jugend-Mannschaft des SV-Viktoria-Demmin wurde 1939 Vorpommern-Meister durch Siege gegen Greifswalder SC, Stralsund 07 und Stettiner SC. Die beiden Endspiele um die Pommern-Meisterschaft verlor die Mannschaft jedoch gegen Victoria Stolp.
Erst als die Fußballmannschaft des Vorgängers des DSV 91 in den 1970er Jahren für zwei Spielzeiten in der zweithöchsten Fußballklasse der DDR, der DDR-Liga, vertreten war, machte der Demminer Fußball DDR-weit auf sich aufmerksam. Die nach dem Zweiten Weltkrieg gegründete Betriebssportgemeinschaft (BSG) Demminer Verkehrsbetriebe wurde erstmals überregional bekannt, als ihre Fußballmannschaft 1964 den Bezirkspokal Neubrandenburg gewann und sich damit für den DDR-Pokalwettbewerb 1964/65 qualifizierte. Die seit 1958 in der viertklassigen Bezirksliga Neubrandenburg spielende Mannschaft musste in der Qualifikationsrunde zuhause gegen den Zweitligisten Einheit Greifswald antreten und gab sich erst nach Verlängerung mit 2:3 geschlagen.
1973 wurden die Demminer Bezirksmeister und stiegen in die zweitklassige DDR-Liga auf. Mit nur vier Siegen aus 22 Spielen reichte es nur zum vorletzten Platz in der Liga-Staffel A, und so musste die Mannschaft nach einer Spielzeit wieder zurück in die Drittklassigkeit. Durch die Liga-Teilnahme war die BSG Verkehrsbetriebe für den DDR-Pokalwettbewerb 1974/75 qualifiziert. Dort unterlagen die Demminer in der 1. Runde dem BFC Dynamo II im eigenen Stadion mit 0:5.
Die Saison 1976/77 endete für die Demminer mit einem Double, es wurde sowohl die Bezirksmeisterschaft als auch der Bezirkspokal gewonnen. Die Teilnahme am DDR-Pokal endete wieder in der 1. Runde nach einer 0:6-Niederlage gegen den Zweitligisten TSG Bau Rostock. Die zweite Spielzeit in der DDR-Liga 1977/78 endete wie die erste mit dem sofortigen Wiederabstieg, diesmal als Tabellenletzter mit nur einem Sieg und dem deprimierenden Torverhältnis von 8:71. Die anschließende Pokalsaison endete wie gehabt in der 1. Runde nach einer 1:6-Heimniederlage gegen den Zweitligisten Vorwärts Stralsund.
In der anschließenden Bezirksliga-Saison wurde die BSG VB durchgereicht, wurde wieder Letzte und musste ab 1979 in der viertklassigen Bezirksklasse Neubrandenburg spielen. Bis auf eine kurze erneute Gastrolle in der Bezirksliga 1983/84 blieb es bis zum Ende des DDR-Fußballbetriebs 1990 bei der Viertklassigkeit.
Nach der politischen Wende von 1989 entfiel die Förderung der Demminer Verkehrsbetriebe für die Betriebssportgemeinschaft. Deren Mitglieder gründeten daraufhin 1991 den Demminer Sportverein 91. Seine Fußballmannschaft spielte nach zeitweisem Aufenthalt in der sechstklassigen Landesliga, und Abstieg bis in die Bezirksklasse, in der Saison 2008/09 wieder in der Bezirksliga Ost (7. Liga). Aufgrund der Neustrukturierung der Ligen in Mecklenburg-Vorpommern startete die erste Männermannschaft des DSV 91 im Jahre 2009 in Staffel II von insgesamt 6 Landesklassen in Mecklenburg-Vorpommern. 2016 folgte der weitere Abstieg in die neuntklassige Kreisoberliga Mecklenburgische Seenplatte.

### Statistik
- Teilnahme DDR-Liga: 1973/74, 1977/78
- Teilnahme FDGB-Pokal: 1974/75, 1977/78, 1978/79

## Personen
Bekannter als der Verein selbst sind ehemalige DDR-Oberligaspieler, die von der BSG Demminer Verkehrsbetriebe aus ihre Karrieren starteten.
- Gerd Schuth absolvierte von 1963 bis 1966 218 Oberligaspiele für Vorwärts Frankfurt (Oder).
- Hans-Joachim Steinfurth kam von 1964 bis 1970 auf 46 Oberligaspiele in Neubrandenburg und Eisenhüttenstadt
- Ralf Rambow wurde von 1989 bis 1991 24 Mal für Stahl Eisenhüttenstadt in der Oberliga eingesetzt.

In der Saison 1973/74 der Fußball-DDR-Liga setzte die BSG u. a. folgende Spieler ein:
- Tor: Panten, Schlemmer
- Abwehr: K.-H. Diestelhorst, Dobschinski, Schmidt, Trettin
- Mittelfeld: Griephahn, Lachmann, Wilde, Wittek
- Angriff: Brauner, H. Diestelhorst, Hohensee, Kirchof, Jonas